# Giovanni Cesare Majoni
Giovanni Cesare Majoni Ramellini (Figlio di Francesco e di Flaminia Ramellini; Borgomanero, 30 maggio 1876 – Roma, 18 luglio 1969) è stato un diplomatico e politico italiano. Nel 1933 fu nominato senatore del regno d'Italia.